# Weltmeisterschaften im Modernen Fünfkampf 1998
1998 fanden die Weltmeisterschaften im Modernen Fünfkampf bei den Herren und bei den Damen in Mexiko-Stadt, Mexiko, statt.

## Herren

### Einzel
| Platz | Land               | Sportler               |
| ----- | ------------------ | ---------------------- |
| 1     | Frankreich         | Sébastien Deleigne     |
| 2     | Vereinigte Staaten | Wachtang Iagoraschwili |
| 3     | Belarus            | Andrej Smirnow         |

### Mannschaft
| Platz | Land       | Sportler                                           |
| ----- | ---------- | -------------------------------------------------- |
| 1     | Mexiko     | Horacio de la Vega Sergio Salazar Abdias Salazar   |
| 2     | Ungarn     | Gábor Balogh Ákos Hanzély Péter Sárfalvi           |
| 3     | Frankreich | Sébastien Deleigne Frédéric Clercq Christophe Ruer |

### Staffel
| Platz | Land        | Sportler                                                   |
| ----- | ----------- | ---------------------------------------------------------- |
| 1     | Deutschland | Valeri Andreev Jan Veder Oliver Strangfeld                 |
| 2     | Litauen     | Andrejus Zadneprovskis Edvinas Krungolcas Eugenius Seniuta |
| 3     | Frankreich  | Frédéric Clerq Sébastien Deleigne Christophe Ruer          |

## Damen

### Einzel
| Platz | Land   | Sportlerin      |
| ----- | ------ | --------------- |
| 1     | Polen  | Anna Sulima     |
| 2     | Ungarn | Zsuzsanna Vörös |
| 3     | Polen  | Paulina Boenisz |

### Mannschaft
| Platz | Land                   | Sportlerinnen                              |
| ----- | ---------------------- | ------------------------------------------ |
| 1     | Polen                  | Paulina Boenisz Dorota Idzi Anna Sulima    |
| 2     | Vereinigtes Königreich | Kate Allenby Sian Lewis Stephanie Cook     |
| 3     | Ungarn                 | Bea Simóka Zsuzsanna Vörös Katalin Partics |

### Staffel
| Platz | Land                   | Sportlerinnen                               |
| ----- | ---------------------- | ------------------------------------------- |
| 1     | Polen                  | Dorota Idzi Anna Sulima Paulina Boenisz     |
| 2     | Deutschland            | Kim Raisner Thora Meyer-Efland Elena Reiche |
| 3     | Vereinigtes Königreich | Kate Allenby Julia Allen Stephanie Cook     |

## Medaillenspiegel
| Platz | Land                   | Goldmedaille | Silbermedaille | Bronzemedaille |
| 1     | Polen                  | 3            | –              | 1              |
| 2     | Deutschland            | 1            | 1              | –              |
| 3     | Frankreich             | 1            | –              | 2              |
| 4     | Mexiko                 | 1            | –              | –              |
| 5     | Ungarn                 | –            | 2              | 1              |
| 6     | Vereinigtes Königreich | –            | 1              | 1              |
| 7     | Litauen                | –            | 1              | –              |
| 7     | Vereinigte Staaten     | –            | 1              | –              |
| 9     | Belarus                | –            | –              | 1              |